# Михайлов, Николай Васильевич (государственный деятель)
Никола́й Васи́льевич Миха́йлов (род. 14 мая 1937, Севск, Брянская область) — российский государственный деятель, учёный-экономист.

## Биография
В 1956—1961 гг. учился в Московском высшем техническом училище имени Баумана, по специальности «инженер-механик».
- В 1961—1975 гг. — работа на оборонных и промышленных предприятиях: инженером-конструктором, а затем главным инженером радиозавода в Гомеле Белорусской ССР.
- В 1975—1979 гг. — работа в Москве главным инженером — первым заместителем директора Центрального НПО «Вымпел».
- В 1979—1987 гг. — директор НИИ радиоприборостроения.
- В 1987—1996 гг. — генеральный директор научно-производственного объединения «Вымпел» (с 1991 года — Межгосударственная акционерная корпорация).
- С января 1992 по июль 1996 года — вице-президент Российского союза промышленников и предпринимателей.
- С 31 июля 1996 по 11 сентября 1997 года — заместитель секретаря Совета безопасности РФ[1].

11 сентября 1997 был назначен статс-секретарём — первым заместителем Министра обороны Российской Федерации Игоря Сергеева. Занимал данную должность до 28 марта 2001 года.
В 2000—2008 гг. — член Совета директоров, АООТ «Акционерная финансовая корпорация «Система». Ныне является советником председателя Совета директоров ОАО АФК «Система» по инновациям.

## Трудовые заслуги и звания
- Доктор экономических наук. Профессор.
- Действительный государственный советник Российской Федерации 1 класса (29 апреля 1997)[3].

## Награды
- орден Трудового Красного Знамени (1974)
- орден «Знак Почёта» (1970)
- Государственная премия СССР (1984)
- Государственная премия Российской Федерации (1997) — за осуществление комплекса работ по созданию и развитию системы предупреждения о ракетном нападении, системы контроля космического пространства и системы противоракетной обороны